# Schacht Weser
Der Schacht Weser war ein Kalibergwerk in Altenhagen in Schaumburg-Lippe. Altenhagen wurde in den 1970er Jahren ein Ortsteil von Hagenburg im niedersächsischen Landkreis Schaumburg.

## Geographie

### Geographische Lage
Der Schacht Weser liegt etwa 25 km westnordwestlich von Hannover und 2 km südlich des Steinhuder Meeres.
Altenhagen lag im äußersten Nordosten des Fürstentums Schaumburg-Lippe. Östlich und südlich nur ein bis zwei Kilometer entfernt war die preußische Provinz Hannover mit der Gemarkung Bokeloh.

### Geologie
Die Steinhuder-Meer-Linie ist eine geologische Bruchlinie vom Stemmer Berg bei Hannover bis in den Raum Nienburg/Weser. Südlich der Linie gab es zahlreiche meist kleine Steinkohlenbergwerke. Entlang der 40 km langen Steinhuder-Meer-Linie finden sich an mehreren Orten Zechsteinsalze. Das größte Vorkommen ist der vom Steinhuder Meer bis in die Nähe von Groß Munzel etwa 12 km in Nordwest-Südost-Richtung reichende und bis zu einem km breite Salzstock Bokeloh. Im Salzstock sind die Kaliflöze Staßfurt (K2H) und Ronnenberg (K3Ro) abbauwürdig.

## Geschichte
Nachdem im Januar 1897 die „Kali Bohrgesellschaft Wunstorf“ Kalisalze zwischen Mesmerode und Bokeloh gefunden hatte, führte die Gewerkschaft „Germania“ mit dem Industriellen Emil Sauer als Mehrheitsanteilseigner 1898 bei Altenhagen mehrere Tiefbohrungen bis in eine Tiefe von 1286 m durch. Es wurden in Tiefen zwischen 140 und 498 m insgesamt fünf Kalilager geringer Mächtigkeit nachgewiesen.
1906 wurde die Gewerkschaft „Germania“ in „Kali- und Nephta-Bergwerksgesellschaft Gewerkschaft Weser“ umbenannt. Durch eine Kapitalerhöhung im folgenden Jahr wurde die aus der Bohrgesellschaft Wunstorf entstandene „Sigmundshall AG“ zum Eigentümer von 4000 der 5000 Kuxe der „Gewerkschaft Weser“.

Bohrung des Schachts Weser, ca. 1910

Aus finanziellen und verwaltungstechnischen Gründen begann der Schachtbau erst im Jahr 1909. Statt wie zunächst beabsichtigt gleichzeitig zwei Schächte wurde ab Mai 1910 in Altenhagen durch eine Spezialfirma aus Nordhausen im Gefrierverfahren ein Schacht mit einer lichten Weite von 5,50 m abgeteuft. 1913 war die Endteufe von 650 m erreicht. Bis zu einer Teufe von 167 m war der Schacht mit Tübbingen und darunter mit Mauerwerk ausgebaut. Auf vier Sohlen wurde zur Erschließung der Lagerstätte angesetzt.
Am Schacht Weser war seit 1911 über Tage ein Lüfter mit einer Leistung von 3000 bis 4000 m³/min installiert. Seit April 1914 war der Schacht auf der 500-m-Sohle durch eine 2500 m lange Verbindungsstrecke mit dem Bergwerk Sigmundshall verbunden. Der Schacht Weser diente als Wetterschacht und zweiter Ausgang für den Schacht Sigmundshall. Der Schacht Weser nahm nie den Förderbetrieb auf. Auch nach weiteren Aufschlussarbeiten am Ende des Ersten Weltkriegs im Jahr 1918 genügten die Kalisalze im Schacht Weser nach Menge und Qualität nicht den Anforderungen des Kali-Syndikats. 1923 beschloss die Gewerkenversammlung der Gewerkschaft Weser, das unproduktiv arbeitende Werk stillzulegen.
Ab 1933 wurde die Halde von Schacht Weser abgebaut und zur Versetzung von Abbauen unterhalb der 535-m-Sohle des Bergwerks Sigmundshall genutzt.
Schachthalle und Fördergerüst auf Schacht Weser wurden 1953 neu erstellt. Dazu wurden im Schacht 1953 und nochmals 1980 jeweils leistungsstärkere Lüfter installiert. Der Förderturm wurde 1997 gesandstrahlt und durch einen neuen Farbanstrich konserviert.

## Bergbaumuseum

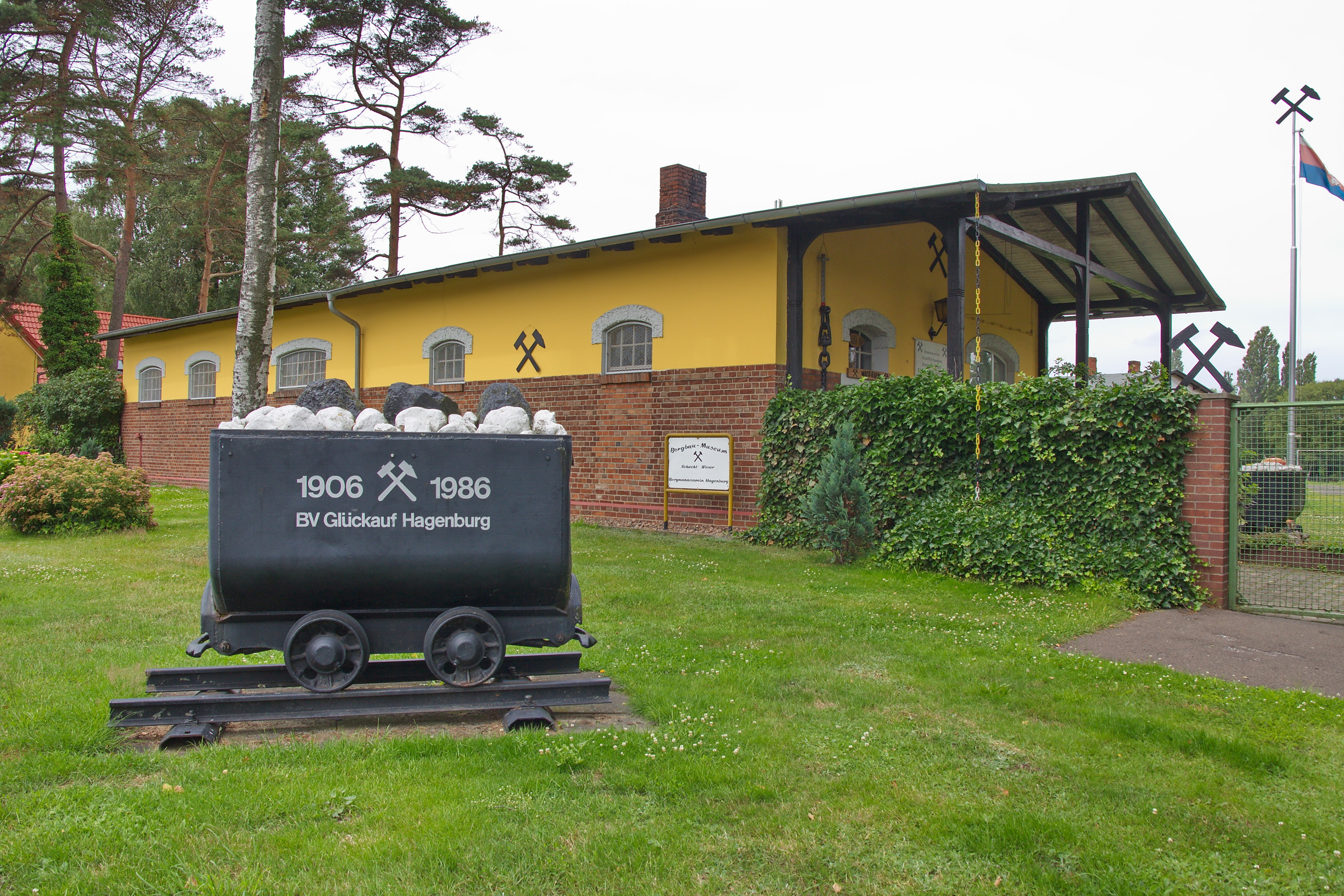
Bergbaumuseum Schacht Weser

Im ehemaligen Pförtnerhaus des Schachtes ist das „Bergbaumuseum Schacht Weser“ untergebracht.
Das 1997 eröffnete Museum zeigt Exponate aus dem Steinkohlen- und Kalibergbau. Neben originalen Gerätschaften, Mineralien, Plänen und Fotodokumenten gibt es nachgebildete Förderstrecken sowie eine Auswahl von bergmännischem Geleucht und Bergmannstrachten aus verschiedenen Epochen.